# گوستاوو کارابایو
گوستاوو کارابایو (انگلیسی: Gustavo Caraballo؛ زادهٔ ۲۹ اوت ۲۰۰۸) بازیکن فوتبال اهل ایالات متحده آمریکا است که در حال حاضر برای اورلاندو سیتی در پست هافبک بازی می‌کند.

## دوران باشگاهی

### اورلاندو سیتی بی
در ۱۴ اوت ۲۰۲۳، کارابایو با اورلاندو سیتی بی در ام‌ال‌اس نکست پرو، تیم رزرو وابسته به اورلاندو سیتی قرارداد امضا کرد. در سن ۱۴ سال و ۱۱ ماه و ۱۶ روزگی، کارابایو جوان‌ترین بازیکنی شد که با این باشگاه قرارداد حرفه‌ای امضا کرده‌است.
در ۲۸ اوت ۲۰۲۴، کارابایو نخستین بازی حرفه‌ای‌اش را انجام داد، زمانی‌که در دقیقهٔ ۹۱ به جای خورخه آلماگر وارد زمین شد، در دیداری که با شکست ۵–۲ برابر نیویورک سیتی اف‌سی ۲ همراه بود. در نخستین فصل حضور کارابایو، او تنها دو بار به عنوان بازیکن تعویضی در دقایق پایانی بازی وارد زمین شد.
در ۱۷ مه ۲۰۲۵، کارابایو نخستین گل خود در لیگ حرفه‌ای را به ثمر رساند، که گل اول در پیروزی ۳–۰ مقابل رقیب محلی اینتر میامی ۲ بود.

### اورلاندو سیتی
در ۲۵ ژانویهٔ ۲۰۲۵، کارابایو برای نخستین‌بار به‌طور غیررسمی با تیم اصلی بازی کرد، زمانی‌که در دیداری دوستانه از سری رقابت‌های جام فلوریدا برابر آتلتیکو مینیرو در ترکیب اصلی به میدان رفت. در ۲۲ فوریه، کارابایو قراردادی کوتاه‌مدت با اورلاندو سیتی امضا کرد تا پیش از آغاز فصل و بازی نخست برابر باشگاه فوتبال فیلادلفیا یونیون در فهرست تیم قرار گیرد. کارابایو در آن مسابقه روی نیمکت باقی ماند و تیم با نتیجهٔ ۴–۲ شکست خورد. در بازی بعدی در ۱ مارس، کارابایو در دقیقهٔ ۹۷ به جای رامیرو انریکه وارد زمین شد و در پیروزی ۴–۲ برابر تورنتو اف‌سی نخستین بازی رسمی خود را برای تیم اصلی انجام داد. با این بازی، کارابایو در سن ۱۶ سال و ۱۸۴ روزگی جوان‌ترین بازیکن تاریخ باشگاه شد که برای تیم اصلی به میدان می‌رود، رکوردی که پیش‌تر در سال ۲۰۲۳ توسط آلخاندرو گرانادوس ثبت شده بود. در ۱۴ مارس، کارابایو قراردادی بلندمدت با تیم اصلی امضا کرد که تا سال ۲۰۲۷ اعتبار دارد، به‌همراه گزینه‌ای برای تمدید تا ۲۰۲۸؛ این قرارداد او را به هجدهمین بازیکن پرورشی و جوان‌ترین بازیکن پرورشی تاریخ باشگاه بدل کرد که چنین قراردادی را امضا می‌کند. در ۷ مه، کارابایو برای نخستین‌بار به عنوان بازیکن اصلی در ترکیب تیم قرار گرفت و با زدن دو گل در پیروزی ۵–۰ برابر تمپا بی راوودیز در جام آزاد آمریکا درخشید. این گل‌ها باعث شد کارابایو در سن ۱۶ سال و ۲۵۱ روزگی به جوان‌ترین گلزن تاریخ باشگاه تبدیل شود، رکوردی که پیش از آن متعلق به کایل لرین در سن ۱۹ سال و ۳۶۰ روز بود.

## زندگی شخصی
کارابایو فرزند بازیکن ملی‌پوش ونزوئلایی گوستاوو کارابایو سینیور است که به‌طور حرفه‌ای در ونزوئلا بازی می‌کرد.